# Ehemaliges Stadthaus (Grafenstraße 30, Darmstadt)

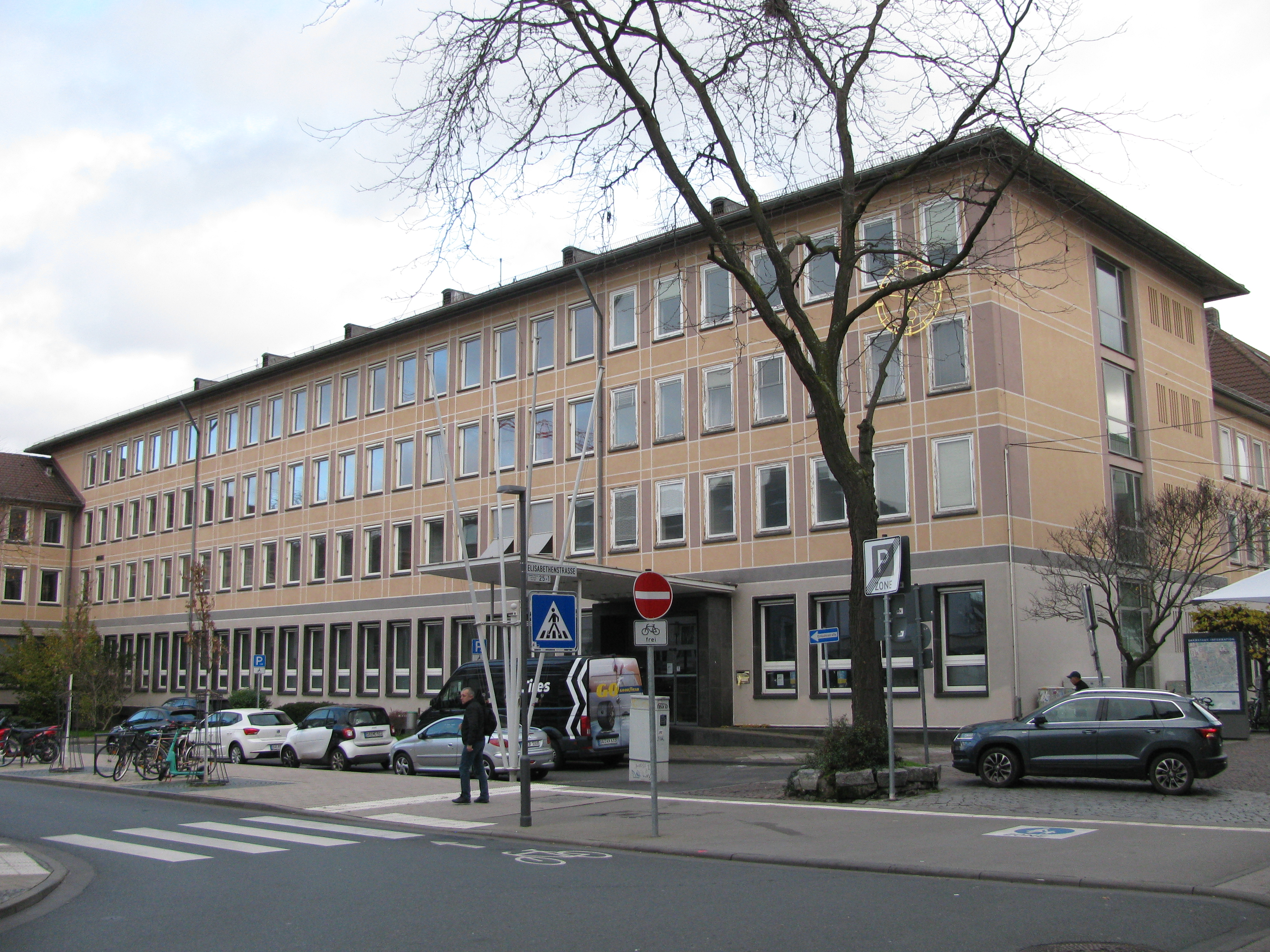
Ehemaliges Stadthaus (2023)

Das Stadthaus in der Grafenstraße 30 ist ein Bauwerk in Darmstadt.
Im Jahre 1958 wurde das Gebäude als Ersatz für die im Zweiten Weltkrieg zerstörten Vorgängerbauten errichtet.
Bis Februar 2022 befand sich das Bürger- und Ordnungsamt in dem Gebäude. Derzeit wird das denkmalgeschützte Stadthaus umgebaut und saniert. Im Erdgeschoss des Stadthauses soll eine Ausstellungsfläche des Verbandes Deutscher Sinti und Roma entstehen. In die Obergeschosse des Stadthauses sollen verschiedene städtische Nutzer (Büronutzung) einziehen.
Das Bauwerk ist ca. 60 Meter lang.
Das viergeschossige Gebäude besitzt ein flachgeneigtes Walmdach.
Typisch für die Bauzeit ist die gerasterte Fassade.